# Eugène Berger
Pour les articles homonymes, voir Berger (homonymie).
Eugène Berger, né le 4 décembre 1960 à Bettembourg (Luxembourg) et mort le 21 janvier 2020, est un homme politique luxembourgeois, membre du Parti démocratique (DP).

## Biographie

### Formation
Eugène Berger fréquente l'école primaire à Howald et effectue ses études secondaires au Lycée de garçons à Luxembourg.

### Carrière professionnelle

#### Fonctionnaire
En 1980, Eugène Berger commence sa carrière professionnelle comme chargé de cours dans l'enseignement primaire. De 1983 à 1985, il est fonctionnaire-stagiaire à l'administration de l'enregistrement et des domaines. En 1985, il reprend ses études à l'ISERP pour devenir instituteur de l'enseignement primaire trois années plus tard. De 1988 à 1994, il enseigne dans cette fonction dans la commune de Roeser plus précisément à Berchem.

#### Alpiniste
Grimpeur et alpiniste passionné depuis l'âge de 12 ans, Eugène Berger réussit le brevet de guide de haute montagne et consacre son temps libre à l'escalade et l'alpinisme. Premier grand-ducal sur un sommet de 8 000 mètres, il est le premier et seul luxembourgeois ayant réussi l'ascension du Mont Everest, point culminant de la planète avec ses 8 850 m (1992). Pour cet exploit, il est élu sportif de l'année 1992. Un livre « Ganz oben », publié aux éditions Revue, retrace ses années de jeunesse et de montagnes. Jusqu'à son décès il est président de la Fédération luxembourgeoise d'escalade et d'alpinisme (FLERA).

### Carrière politique
La carrière politique d'Eugène Berger commence en 1994 quand il est élu pour la première fois député. Il est réélu dans la circonscription Sud sur la liste du Parti démocratique lors des élections législatives du 13 juin 1999 et le 7 août 1999, il est nommé secrétaire d'État à l'Environnement dans le gouvernement Juncker-Polfer. À ce poste, il est notamment chargé de mettre en œuvre les premières mesures en faveur de l'utilisation rationnelle de l'énergie et de la production d'énergie alternative. Le premier plan d'allocation de CO2 est finalisé sous son égide en 2004 de même que la nouvelle loi sur la protection de la nature et des ressources naturelles.
Eugène Berger retrouve un siège de député national le 19 décembre 2007 et est réélu en juin 2009, en octobre 2013 ainsi qu'en octobre 2018.
Depuis lors, Eugène Berger exerce la fonction de président du groupe parlementaire du Parti démocratique, il est membre du Bureau, de la Conférence des Présidents et président de la Commission des Finances et du Budget. Le député libéral est également membre de la Commission du Règlement, de la Commission de Contrôle parlementaire du Service de Renseignement de l'Etat, de la Commission des Affaires étrangères et européennes, de la Défense, de la Coopération et de l'Immigration, de la Commission du Contrôle de l'exécution budgétaire, de la Commission du Développement durable, de la Commission de l'Education nationale, de l'Enfance et de la Jeunesse ainsi que de la Commission de l'Enseignement supérieur, de la Recherche, des Médias, des Communications et de l'Espace.
Eugène Berger est aussi membre effectif de la Délégation luxembourgeoise à l'Assemblée parlementaire de l'Organisation pour la Sécurité et la Coopération en Europe (OSCE), membre de la Conférence des organes spécialisés dans les affaires communautaires (COSAC), de la Délégation auprès de la Conférence interparlementaire pour la PESC et la PSDC et de la Conférence interparlementaire sur la gouvernance économique et financière de l'Union européenne.

### Mort
Quatre jours après l'annonce de son hospitalisation en soins intensifs à la suite d'une tentative de suicide, Eugène Berger meurt à l'âge de 59 ans,,.

### Vie privée
Eugène Berger était père de deux enfants, d'un garçon et d'une fille. Il résidait à Peppange, une section de la commune de Roeser.

## Décorations
- Officier de l'ordre de la Couronne de chêne[7] (promotion 1999)
- Commandeur de l'ordre de Mérite du grand-duché de Luxembourg[8] (promotion 2000)